# Calcio ai Giochi del Sud-est asiatico
Il calcio è una disciplina dei Giochi del Sud-est asiatico sin dalla loro prima edizione, nel 1959.

## Torneo maschile

### Giochi della penisola del Sud-est asiatico
| Year | Sede                 |                    | Oro                   | Argento                                             | Bronzo |
| ---- | -------------------- | ------------------ | --------------------- | --------------------------------------------------- | ------ |
| 1959 | Bangkok              | Vietnam del Sud    | Thailandia            | Malaysia                                            |        |
| 1961 | Rangoon              | Malaysia           | Burma                 | Vietnam del Sud Thailandia (la partita finisce 1-1) |        |
| 1963 | Cambogia (bandiera)  | Non disputato      | Non disputato         | Non disputato                                       |        |
| 1965 | Kuala Lumpur         | Burma & Thailandia | Medaglia d'oro divisa | Vietnam del Sud                                     |        |
| 1967 | Bangkok              | Burma              | Vietnam del Sud       | Thailandia                                          |        |
| 1969 | Rangoon              | Burma              | Thailandia            | Malaysia Laos (niente finale per il bronzo)         |        |
| 1971 | Kuala Lumpur         | Burma              | Malaysia              | Thailandia Vietnam del Sud (partita finita 0-0)     |        |
| 1973 | Singapore (bandiera) | Burma              | Vietnam del Sud       | Malaysia                                            |        |
| 1975 | Bangkok              | Thailandia         | Malaysia              | Burma Singapore (finita 2-2)                        |        |

### Giochi del Sud-est asiatico
| Anno | Sede                   |            | Oro        | Argento    | Bronzo |
| ---- | ---------------------- | ---------- | ---------- | ---------- | ------ |
| 1977 | Kuala Lumpur           | Malaysia   | Thailandia | Burma      |        |
| 1979 | Giacarta               | Malaysia   | Indonesia  | Thailandia |        |
| 1981 | Manila                 | Thailandia | Malaysia   | Indonesia  |        |
| 1983 | Singapore (bandiera)   | Thailandia | Singapore  | Malaysia   |        |
| 1985 | Bangkok                | Thailandia | Singapore  | Malaysia   |        |
| 1987 | Giacarta               | Indonesia  | Malaysia   | Thailandia |        |
| 1989 | Kuala Lumpur           | Malaysia   | Singapore  | Indonesia  |        |
| 1991 | Manila                 | Indonesia  | Thailandia | Singapore  |        |
| 1993 | Singapore (bandiera)   | Thailandia | Birmania   | Singapore  |        |
| 1995 | Chiang Mai             | Thailandia | Vietnam    | Singapore  |        |
| 1997 | Giacarta               | Thailandia | Indonesia  | Vietnam    |        |
| 1999 | Bandar Seri Begawan    | Thailandia | Vietnam    | Indonesia  |        |
| 2001 | Kuala Lumpur           | Thailandia | Malaysia   | Birmania   |        |
| 2003 | Hanoi/Ho Chi Minh City | Thailandia | Vietnam    | Malaysia   |        |
| 2005 | Bacolod                | Thailandia | Vietnam    | Malaysia   |        |
| 2007 | Nakhon Ratchasima      | Thailandia | Birmania   | Singapore  |        |
| 2009 | Vientiane              | Malaysia   | Vietnam    | Singapore  |        |

'’Dal 2001 il torneo è Under 23'’

## Torneo femminile

### Giochi del Sud-est asiatico
| Anno | Sede                   |            | Oro        | Argento     | Bronzo |
| ---- | ---------------------- | ---------- | ---------- | ----------- | ------ |
| 1985 | Bangkok                | Thailandia | Singapore  | No 3º posto |        |
| 1995 | Chiang Mai             | Thailandia | Malaysia   | No 3º posto |        |
| 1997 | Giacarta               | Thailandia | Birmania   | Vietnam     |        |
| 2001 | Kuala Lumpur           | Vietnam    | Thailandia | Birmania    |        |
| 2003 | Hanoi/Ho Chi Minh City | Vietnam    | Birmania   | Thailandia  |        |
| 2005 | Marikina               | Vietnam    | Birmania   | No 3º posto |        |
| 2007 | Nakhon Ratchasima      | Thailandia | Vietnam    | Birmania    |        |
| 2009 | Vientiane              | Vietnam    | Thailandia | Birmania    |        |